# Kostel svatého Michaela archanděla (Blatno, okres Louny)
Kostel svatého Michaela archanděla v Blatně v okrese Louny v Ústeckém kraji je filiální kostel v římskokatolické farnosti Lubenec. Areál barokního kostela ze druhé poloviny osmnáctého století je chráněn jako kulturní památka.

## Popis
Barokní kostel byl postaven uprostřed blatenské návsi v roce 1782. Roku 1892 proběhla obnova interiéru. Jednolodní kostel má trojboce ukončený presbytář, k němuž na severu přiléhá sakristie. Uprostřed západního průčelí stojí hranolová věž. Fasády jsou členěné lizénovými rámci a segmentově zakončenými okny s jednoduchým rámováním. Loď má plochý strop, zatímco v presbytáři byla použita křížová klenba. Hlavní oltář z roku 1780 je tvořený iluzivní portálovou architekturou. Boční oltář zasvěcený Panně Marii pochází z druhé poloviny osmnáctého století.
Kostel je obklopen hřbitovem s ohradní zdí. Na pilířích brány na hřbitov stojí sochy svatého Jana Nepomuckého a svatého Antonína. Areál kostela tvoří dominantu středu vesnice a je chráněn jako kulturní památka.